# Zoofobia
Zoofobia (gr. dzōon 'stworzenie; istota; zwierzę' i phóbos 'strach') – chorobliwy, bardzo intensywny lęk przed zwierzętami. Przykładem zoofobii mogą być różnego rodzaju insektofobie: arachnofobia (lęk przed pająkami), ofidiofobia (lęk przed wężami) oraz kynofobia (lęk przed psami).
Zoofobia może oznaczać grupę fobii związanych z konkretnymi zwierzętami lub lęk przed różnymi zwierzętami.
Zygmunt Freud stwierdził, że lęk przed zwierzętami jest jednym z najczęstszych zaburzeń psychoneurotycznych u dzieci.